# Ioannis Melissanidis
Ioannis Melissanidis (in greco Ιωάννης Μελισσανίδης?; Dachau, 27 marzo 1977) è un ex ginnasta greco.
Ha partecipato a due edizioni dei giochi olimpici (1996 e 2000) conquistando una medaglia a Atlanta 1996.
È dichiaratamente gay.

## Palmarès
Olimpiadi
- 1 medaglia:
  - 1 oro (corpo libero a Atlanta 1996)

Mondiali
- 1 medaglia:
  - 1 argento (corpo libero a Brisbane 1994)

Europei
- 3 medaglie:
  - 2 ori (corpo libero a Praga 1994, volteggio a San Pietroburgo 1998)
  - 1 argento (corpo libero a San Pietroburgo 1998)